# Tłustomosty
Tłustomosty (niem. Stolzmütz, cz. Tlustomosty) – wieś w Polsce, położona w województwie opolskim, w powiecie głubczyckim, w gminie Baborów, na prawym, południowym brzegu Psiny.

## Nazwa
Miejscowość została zanotowana w roku 1270 w zlatynizowanej formie jako Tluztemoz, 1457 Tlustomost, 1519 Tlustomosk. Nazwa miejscowości wywodzi się z języka polskiego i składa się z dwóch członów tłusty oraz most i oznacza dosłownie "tłuste, śliskie mosty".
Heinrich Adamy w swoim dziele o nazwach miejscowych na Śląsku wydanym w 1888 roku we Wrocławiu jako najstarszą nazwę miejscowości wymienia Tlusto most podając jej znaczenie "Schlupfrige, gefahrlische Brucke" czyli w języku polskim "śliski, niebezpieczny most". Nazwa wsi została później fonetycznie zgermanizowana na Stolzmütz i utraciła swoje pierwotne znaczenie.
W alfabetycznym spisie miejscowości na terenie prowincji śląskiej wydanym w 1830 roku we Wrocławiu przez Johanna Knie wieś występuje pod nazwami niemiecką Stolmutz oraz zniekształconą, polską Tłutomost.
| SIMC    | Nazwa   | Rodzaj               |
| ------- | ------- | -------------------- |
| 0491096 | Langowo | kolonia (do 2023 r.) |
| 0491156 | Rogów   | przysiółek           |

## Historia
Historycznie miejscowość leży na tzw. polskich Morawach, czyli na obszarze dawnej diecezji ołomunieckiej. Pierwotnie należała do Margrabstwa Moraw, nawet po wydzieleniu z niego w 1269 księstwa opawskiego, które to co najmniej od końca XV wieku było już uważane za część Górnego Śląska, jednak po raz pierwszy wzmiankowana w 1270 miejscowość pozostała częścią Moraw jako część kietrzańskiej enklawy na Śląsku.
Po wojnach śląskich znalazła się w granicach Prus i powiatu głubczyckiego. Pomimo przynależności do morawskojęzycznej (archi)diecezji ołomunieckiej mieszkańcy posługiwali się polsko-śląskim dialektem sułkowskim, w przeciwieństwie do pobliskiego laskojęzycznego Baborowa, np. w 1910 stanowili oni 80% mieszkańców. Pomimo tego identyfikowali się oni jako Morawcy. W granicach Polski od końca II wojny światowej. Po drugiej wojnie światowej Morawców uznano za ludność polską i pozwolono im pozostać. Po 1956 nastąpiła fala emigracji do Niemiec.
W latach 1975–1998 miejscowość administracyjnie należała do ówczesnego województwa opolskiego.

## Turystyka
Znajduje się tu figura św. Jana Nepomucena. 
Znajduje się tu kościół i cmentarz, wybudowany w 1925 przez urodzonego w Tłustomostach biskupa sufragana Josefa Martina Nathana.

## Transport
Przez Tłustomosty przebiega linia kolejowa nr 177 z Raciborza przez Głubczyce do granicy państwowej. Ruch pasażerski na linii zlikwidowano w roku 2000. Budynek stacji kolejowej jest opuszczony i zdewastowany.